# 李文麟
李文麟（1511年—？），字應楨，直隸常州府無錫縣人，軍籍，明朝政治人物。

## 生平
嘉靖十九年（1540年）庚子科應天府鄉試第五十六名舉人。嘉靖二十三年（1544年）中式甲辰科會試第五十六名，登第三甲第一百二十三名進士。授内黄县知县。

## 家族
曾祖李泰，壽官 贈刑部員外郎；祖父李珵，工部郎中進階朝列大夫；父李雍，母過氏。具慶下。